# Chip et Patate
 (février 2024).
Si vous disposez d'ouvrages ou d'articles de référence ou si vous connaissez des sites web de qualité traitant du thème abordé ici, merci de compléter l'article en donnant les références utiles à sa vérifiabilité et en les liant à la section « Notes et références ».
Chip et Patate (Chip and Potato) est une série télévisée d'animation canado-britannique pour enfants, créée par Billy Macqueen, Catherine Williams et Maddy Darrall.
La série suit Chip, un jeune carlin qui doit relever des défis au jardin d'enfants et Patate, son doudou qui est en fait une souris vivante. Elle a été diffusée pour la première fois sur Family Jr le 15 octobre 2018. Les vingt premiers épisodes (publiés sous forme de deux segments par épisode) de la série sont sortis sur Netflix le 17 mai 2019. La deuxième moitié, étiquetée comme une deuxième saison, a été publiée sur Netflix le 29 novembre 2019 et sur Family Jr..

## Synopsis
L'histoire est celle de Chip, un jeune carlin qui fait face à de grands défis et s'engage dans de nouvelles étapes de sa vie. Sa meilleure amie, Patate, est là pour l'aider et la réconforter chaque fois qu'elle en a besoin ; c’est un doudou qu'elle blottit dans sa poche. Mais Patate est en fait une véritable souris vivante, un secret que Chip doit garder.

## Personnages

### Personnages principaux
- Chipolata Carlin, dit « Chip », est un chien carlin de cinq ans, amical, curieux et au grand cœur. Elle est le meilleure ami de Nico et de Patate.
- Patate est une petite souris qui est la meilleure amie de Chip. Patate se cache des autres ; elle apparaît comme un jouet lorsque quelqu'un d'autre est présent, à l'exception de Chip et de Nico. Elle apporte à Chip sécurité et confiance.

### Personnages secondaires
- Spud Carlin est le grand frère de Chip. Sa relation avec sa sœur est saine. Il lui donne souvent des conseils lorsqu'elle a des problèmes. Spud aime faire du skateboard[1].
- Petite Maman Carlin est la mère de Chip. Anciennement réceptionniste, elle est maintenant une mère au foyer après avoir eu son troisième carlin, Choubidou[1].
- Petit Papa Carlin est le père de Chip. Il est policier et s'occupe de la plupart des tâches ménagères, comme la cuisine, lorsqu'il n'est pas en service[1].
- Nico Panda est un panda et le meilleur ami de Chip. À la fin de la première saison, il est l'une des rares personnes à connaître le secret de Patate[1].
- Choubidou Carlin (Totsy Tot en VO) est la petite sœur de Chip. Bien qu'elle soit partie du mauvais pied, Chip adore sa petite sœur et lui a même donné son nom.
- Mamie Carlin est la grand-mère paternelle de Chip. Mamie Carlin n'habite pas avec Chip et sa famille et leur rend souvent visite, mais elle aime voir sa famille dès qu'elle en a l'occasion. Dans la saison 3, elle se marie avec son petit ami Gordie.
- Tape et Top (Stamp et Stomp en VO) sont une paire d'éléphants jumeaux. Ils sont les amis et les voisins de Chip. Tape et Top aiment faire des choses ensemble et on les voit rarement séparés. Ils aiment barrir très fort. Tape, la sœeur, porte une salopette et une chemise jaune, et elle a une mèche de poils bleus. Top, le frère, porte une salopette, une casquette rouge et une chemise orange.
- Amanda Panda est la mère de Nico et Bodi.
- Bodi Panda est le petit frère de Nico. Bodi est l'un des rares à connaître le secret de Patate, qui joue occasionnellement avec lui lorsqu'ils sont seuls.
- M. (Alphonse) Creuseur (Mr (Desmond) Diggerty en VO) est une taupe, et le professeur de maternelle de l'école de la forêt colorée et enseigne à la classe de Chip. Il est un professeur juste et dévoué et s'assure que sa classe est amusante et juste pour ses élèves, qu'il appelle "les petites sauterelles".
- Grigole (Gigglish en VO) est une girafe et l'une des amies et voisines de Chip. C'est une girafe sportive qui apprécie toute forme d'activité en plein air. On la voit faire la roue.
- Yannick Hyène (Howie Hyena en VO) est une hyène, et un garçon polisson qui cause toujours des problèmes. Il habite avec sa sœur Hortense et leur grand-mère Harriet.
- Gordie est le beau-grand-père de Chip. Lui et Mamie Carlin se marient dans le dernier épisode de la série. Il est magicien.

## Distribution

### Voix originales
- Abigail Oliver[4] : Chip
- Andrea Libman : Potato (Patate)
- Chance Hurstfield : Spud
- Briana Buckmaster : Little Momma (Petite Maman)
- Brian Dobson : Little Poppa (Petit Papa)
- Dominic Good : Nico
- Alessandro Juliani : Mr Diggerty (M. Creuseur)
- Teryl Rothery : Amanda Panda
- Brenden Sunderland : Howie Hyena (Yannick Hyène)
- Scotia Andersen : Stamp (Tape)
- Evan Byarushengo : Stomp (Tope)
- Emma Jayne Maas : Gigglish (Grigole)
- Christina Jastrzembska : Grandma Pug (Mamie Carlin)
- Garry Chalk : Gordie

### Voix françaises
- Maryne Bertieaux : Chip
- Kaycie Chase : Spud
- Simon Faliu : Nico
- Guillaume Bourboulon : Petit Papa
- Caroline Burgues : Petite Maman
- Michaël Gregorio : M. Creuseur
- Laurence Dourlens : Grigole, Pierrette, Mme Laine
- Ariane Deviegue : Mamie Carlin, Mlle Minime
- Clara Soares : Amanda Panda et Pedro
- Catherine Desplaces : Roxy, Mamie Lephant, Hop Hippo, Mme Flamenrose
- Adrien Solis : Yannick Hyène, Dylan
- Jonathan Gimbord : Top l'éléphant, Gary, Hubert, M. Poingouin, M. Autruche, M. Zébrure
- Lila Lacombe : Tape l'éléphante, Barbara Capybara
- Laurence Sacquet : Mme Rayeurs, Armando
- Dominique Vallée : Mlle Plonge, Dr Tamanoir, Dilla
- Antoine Doignon : Ken Gourou, M. Rayures
- Charlotte Correa : Fernanda
- Jérôme Rebbot : Gordie
- Ludovic Baugin : le chauffeur ara

 Sauf indication contraire ou complémentaire, les informations mentionnées dans cette section proviennent du générique de fin de l'œuvre audiovisuelle présentée ici.
 Source et légende : version française (VF) sur RS Doublage

## Production
Chip et Patate est co-produite par DHX Media au Canada et Darrall Macqueen au Royaume-Uni. La série vise les enfants de moins de sept ans. Maddy Darrall, la cofondatrice et codirectrice de Darrall Macqueen, a déclaré à C21 au sujet de la série que « les arcs de série dans l'animation préscolaire ne sont tout simplement pas faits ; nous voulons prouver qu'ils devraient l'être. »
Un doublage britannique réalisé par Adrenaline Studios est sorti le jour même de la sortie de la série sur Netflix.

## Épisodes
(mai 2021).
Le contenu est difficilement compréhensible vu les erreurs de traduction, qui sont peut-être dues à l'utilisation d'un logiciel de traduction automatique.

### Saison 1(saison 1 et 2 sur Netflix)
1. Bonjour Patate !
2. Chip entre en maternelle
3. Chip est perdue
4. La Laveuse de voitures
5. Chip fait du roller
6. La Journée spéciale de Chip & Grand-mère
7. Nico découvre l’école
8. Chip la sportive
9. Le Toboggan des éléphants
10. Chip joue avec les objets
11. Chip et l'ourse
12. Chip apprend le piano
13. On va s'amuser chez Nico
14. La Baby-sitter
15. Le Spectacle de la classe
16. Plus on est d'amis, plus on rit
17. Chip dort chez Nico
18. Docteur Chip
19. Chip apprend à nager
20. Les Devoirs
21. Chip rejoint la police
22. La Récolte des citrouilles
23. Le Voyage scolaire
24. Chip devient une grande sœur
25. La Petite Sœur de Chip
26. Chip déborde d’activités
27. L'Anniversaire de Grand-mère
28. Les Carlin reçoivent
29. De la chrysalide au papillon
30. Chip se gratte
31. Retour à l’école
32. Chip pédale comme une grande
33. Les zèbres déménagent
34. La Journée parents-profs
35. Chip passe son premier examen de piano
36. Un projet particulier
37. Chip va à l’hôpital
38. Une nuit sans Patate
39. Chip fête son anniversaire
40. La Neige

### Saison 2(saisons 3 et 4 sur Netflix)
1. La Fête foraine
2. La Pétulante Mme Baleine
3. Chip et Glenda
4. Un pique-nique musical
5. Chip cherche son style
6. Le T-shirt du camp de vacances
7. Le Nouveau Lit de Choubidou
8. Chip fait de la pâtisserie
9. Kevin s'installe
10. Choubidou a un an
11. Chip et Patate : Baptême de l'air
12. Chip et Patate : Les vacances de Chip
13. Chip, carlin d'honneur
14. La journée spéciale de Chip et Nico
15. Chip est désolée
16. Grand-mère et Gordie ouvrent un restaurant
17. Flamboyants flamants
18. Un panda à l'école
19. Choubidou et Patate
20. La hyène au grand cœur
21. Chip répète (en 2 parties)
22. Le grand mariage carlin de Grand-mère et Gordie (en 2 parties)
23. La Fête de Thanksgiving (en 2 parties)

## Diffusion
Chip et Patate a été diffusée pour la première fois sur Family Jr au Canada le 15 octobre 2018. La série a été diffusée sur Netflix à l'étranger depuis le 17 mai 2019.